# Tom Pettersson
Tom Peder Pettersson (* 25. März 1990 in Trollhättan) ist ein schwedischer Fußballspieler. Der Defensivspieler bestritt seine bisherige Karriere in Schweden, Belgien, den Vereinigten Staaten sowie in Norwegen, dabei gewann er zweimal den schwedischen Landespokal.

## Werdegang
Pettersson begann mit dem Fußballspielen beim Trollhättans FK. 2007 wechselte er innerhalb der Stadt zum seinerzeitigen Drittligisten FC Trollhättan, für den er im selben Jahr in der Division 1 debütierte. Im folgenden Jahr trug er in 16 Saisonspielen zum Aufstieg in die zweitklassige Superettan bei, dort avancierte er zum Stammspieler. Im ersten Jahr rettete er sich mit der Mannschaft mit zwei Siegen in den Relegationsspielen gegen Skövde AIK vor dem Abstieg, im folgenden Jahr belegte er mit ihr einen direkten Abstiegsplatz. 
Nach einem Jahr auf dem dritthöchsten Spielniveau wechselte Pettersson nach Ende der Drittliga-Spielzeit 2011 in die Allsvenskan, beim Aufsteiger Åtvidabergs FF unterzeichnete er im November des Jahres einen Drei-Jahres-Kontrakt. Auch dort war er über weite Strecken Stammspieler und spielte sich parallel in die schwedische U-21-Nationalmannschaft. Im Sommer 2013 verließ er den Klub auf Leihbasis in Richtung Belgien, Oud-Heverlee Löwen vereinbarte zudem eine Kaufoption. In der Spielzeit 2013/14 belegte er mit der Mannschaft den vorletzten Platz, mit zwei Toren in der Relegation gegen RAEC Mons führte er die Mannschaft in die Abstiegsrunde. Dort verpasste sie jedoch den Klassenerhalt, Royal Excel Mouscron stieg auf. 
Anschließend kehrte Pettersson wieder nach Schweden zurück, mit Åtvidabergs FF belegte er den achten Tabellenplatz. Bereits kurz vor Ende der Spielzeit wurde bekannt, dass er seinem bisherigen Verein nach Ablauf seines Vertrages den Rücken kehren würde – Ende Oktober 2014 gab der Ligakonkurrent IFK Göteborg seine und Mikael Bomans Verpflichtung bekannt. Unter Trainer Jörgen Lennartsson kam er zwar in den folgenden zwei Spielzeiten häufig zum Einsatz, bestritt aber die meisten Partien als Einwechselspieler. Auch im Mai 2015 kam er beim Endspiel um den Landespokal gegen Örebro SK erst ab der 82. Spielminute für Jakob Ankersen zum Zug um letztlich erfolgreich die 2:1-Führung über die Zeit zu bringen. 
Daher beendete Pettersson nach zwei Spielzeiten sein Engagement beim Göteborger Klub und schloss sich dem Ligakonkurrenten Östersunds FK an, bei dem er einen Drei-Jahres-Vertrag unterzeichnete. Unter Trainer Graham Potter war er auf Anhieb Stammspieler. Mit der Mannschaft stand er 2017 ebenfalls im Pokalendspiel, durch einen 4:1-Erfolg über IFK Norrköping nach Toren von Samuel Mensiro, Hosam Aiesh, Alhaji Gero und Saman Ghoddos bei einem Gegentreffer von Linus Wahlqvist gewann er ein zweites Mal den Titel.
Anfang 2020 ging Pettersson in die USA und wechselte zum FC Cincinnati. Bei dem MLS-Team saß er zunächst die ersten beiden Ligaspiele auf der Ersatzbank, ehe der Spielbetrieb aufgrund der COVID-19-Pandemie bis zum Sommer ausgesetzt wurde; nach der Wiederaufnahme spielte er regelmäßig. In seiner zweiten Saison 2021 kam er verletzungsbedingt nur noch zu vier Einsätzen. Im Sommer 2021 wechselte Pettersson nach Norwegen zu Lillestrøm SK, wo er sich in der Folgezeit als Stammspieler durchsetzen konnte. Seine zweite Saison 2022 bestritt er zunächst ebenfalls als Stammspieler, verletzte sich dann jedoch im Herbst 2022 und gab erst am letzten Spieltag sein Comeback. Nachdem Verhandlungen über eine Verlängerung seines auslaufenden Vertrags in Lillestrøm scheiterten, schloss er sich Anfang 2023 zur neuen Saison dem schwedischen Erstligisten Mjällby AIF an.

## Erfolge
- Schwedischer Pokalsieger: 2015, 2017